# Edwardsiana flavofumosa
Edwardsiana flavofumosa är en insektsart som beskrevs av Mitjaev 1963. Edwardsiana flavofumosa ingår i släktet Edwardsiana och familjen dvärgstritar. Inga underarter finns listade i Catalogue of Life.